# Ривоторто (Перуђа)
Ривоторто је насеље у Италији у округу Перуђа, региону Умбрија.
Према процени из 2011. у насељу је живело 1425 становника. Насеље се налази на надморској висини од 226 м.